# Svyataya Rus
Die Svyataya Rus (russisch Святая Русь, dt. Transkription: Swjataja Rus – Heiliges Russland), gebaut als Rodina (dt. Heimat), ist ein Flusskreuzfahrtschiff, das im Juni 1955 in der DDR auf der VEB Mathias-Thesen-Werft in Wismar gebaut wurde und zur Rodina-Klasse, Projekt 588, (in Wismar jedoch Projekt-Tschkalow, nach dem ersten Schiff der Baureihe, genannt), deutsche Bezeichnung BiFa Typ A (Binnenfahrgastschiff Typ A), gehört. Da der Name vom sowjetischen Piloten, Stalin-Falken, Waleri Tschkalow, in der Sowjetunion der Vergessenheit anheimfiel, gab die Rodina dieser Klasse der Wasserfahrzeuge ihren Namen.

## Beschreibung
Das Flusskreuzfahrtschiff mit drei Passagierdecks wurde im Juni 1955 als Rodina für die Wolschskoje Objedinjonnoje Retschnoje Parochodstwo (Vereinigte Wolga-Flussreederei) in Gorki gebaut. Es gehört zu einer 1954 bis 1961 hergestellten Baureihe von 49 Schiffen der Rodina-Klasse. Das Schiff verfügt über einen dieselelektrischen Antrieb mit drei Hauptmotoren. Im Januar 2006 wurde die Rodina, unter der die Sowjetunion verstanden war, in Svyataya Rus  umbenannt. Seit 1986 ist der Heimathafen des Schiffes Leningrad (Sankt Petersburg).
2012 wurde das Schiff auf der Strecke Sankt Petersburg – Walaam für inländische Reisende eingesetzt.

## Ausstattung
An Bord befinden sich zwei Restaurants: Panorama und Karelija jeweils für 80 und 52 Personen, eine Bar für 20 Personen, Diskosaal, Buffet Iwan da Marja für 24 Personen, Lesesaal und Videosalon.